# Вишневе (Курська область)
Вишневе (рос. Вишнево) — село в Біловському районі Курської області Російської Федерації.
Населення становить 794 особи. Входить до складу муніципального утворення Вишневська сільрада.

## Історія
Населений пункт розташований на території українського етнічного та культурного краю Східна Слобожанщина.
Від 2004 року входить до складу муніципального утворення Вишневська сільрада.

## Населення
| 2002 | 2010 |
| ---- | ---- |
| 940  | ↘794 |